# Luca D'Ascia
Luca D´Ascia (Roma, 19 de septiembre de 1964) es catedrático de historia y filosofía política, e investigador de temas etnoculturales de la Scuola Normale Superiore di Pisa, Italia, es magíster en Estudios Amerindios de la Universidad Complutense de Madrid. 
Ha enseñado en universidades europeas y colombianas. 
Es autor de varias publicaciones entre las que se destacan: "Erasmo e l'umanesimo romano" (1991); "Diversidad cultural y conflicto político" (1999); "Maquiavelo y sus intérpretes" (2004) y "Esquirlas de Chiapas" (2005), su última publicación en la que a través de atractivas y bien logradas crónicas aproxima al lector sobre el proceso de autonomía y reivindicación social y cultural de las comunidades indígenas del sur de México. 